# Цивільний кодекс Української РСР 1963 року
Цивільний кодекс Української РСР 1963 року — кодекс цивільного соціалістичного права, що діяв в Україні 40 років — з 1964 до 2004 рр.
За цей час до нього було внесено 34 зміни. Для порівняння: до нині діючого Цивільного кодексу України станом на 4 липня 2013 р. внесено 84 зміни.

ЦК УРСР затверджений Верховною Радою УРСР 18 липня 1963 року і введений у дію з 1 січня 1964 року. Він базувався на «Основах цивільного законодавства СРСР і союзних республік», що були схвалені Верховною Радою СРСР 8 грудня 1961 р. Перша стаття кодексу містила ідеологічно вивірений перелік завдань радянського соціалістичного права періоду розвиненого соціалізму:
«Цивільний кодекс Української Радянської Соціалістичної Республіки регулює майнові і пов'язані з ними особисті немайнові відносини з метою створення матеріально-технічної бази комунізму і все більш повного задоволення матеріальних і духовних потреб громадян. У випадках, передбачених законом, цей Кодекс регулює також й інші особисті немайнові відносини. Основою майнових відносин у радянському суспільстві є соціалістична система господарства і соціалістична власність на засоби виробництва. Господарське життя Української РСР визначається і спрямовується державними планами економічного і соціального розвитку.»

## Структура ЦК УРСР
Кодекс складався з восьми розділів, 42 глав і 572 статей.
Розділ I. Загальні положення
Глава 1. Основні положення
Глава 2. Особи
Глава 3. Угоди
Глава 4. Представництво і довіреність
Глава 5. Позовна давність
Розділ II. Право власності
Глава 6. Загальні положення
Глава 7. Державна власність
Глава 8. Колгоспно-кооперативна власність
Глава 9. Власність профспілкових та інших громадських організацій
Глава 10. Особиста власність
Глава 11. Спільна власність
Глава 12. Виникнення і припинення права власності
Глава 13. Захист права власності
Розділ III. Зобов'язальне право
I. Загальні положення про зобов'язання
Глава 14. Виникнення зобов'язання
Глава 15. Виконання зобов'язань
Глава 16. Забезпечення виконання зобов'язань
Глава 17. Уступка вимоги і перевід боргу
Глава 18. Відповідальність за порушення зобов'язань
Глава 19. Припинення зобов'язань
II. Окремі види зобов'язань
Глава 20. Купівля—продаж
Глава 21. Міна
Глава 22. Дарування
Глава 23. Поставка
Глава 24. Державна закупка сільськогосподарської продукції у колгоспів, радгоспів та інших господарств
Глава 25. Майновий найом
Глава 26. Найом жилого приміщення
Глава 27. Безоплатне користування майном
Глава 28. Підряд
Глава 29. Підряд на капітальне будівництво
Глава 30. Перевозка
Глава 31. Державне страхування
Глава 32. Позика
Глава 33. Розрахункові і кредитні відносини
Глава 34. Доручення
Глава 35. Комісія
Глава 36. Схов
Глава 37. Довічне утримання
Глава 38. Сумісна діяльність
Глава 39. Зобов'язання, що виникають з публічного обіцяння винагороди (оголошення конкурсу)
Глава 40. Зобов'язання, що виникають внаслідок заподіяння шкоди
Глава 41. Зобов'язання, що виникають внаслідок рятування соціалістичного майна
Глава 42. Зобов'язання, що виникають внаслідок придбання або збереження майна за рахунок коштів іншої особи без достатніх підстав
Розділ IV. Авторське право
Розділ V. Право на відкриття
Розділ VI. Право на винахід, корисну модель, промисловий зразок, знак для товарів і послуг, раціоналізаторську пропозицію
Розділ VII. Спадкове право
Розділ VIII. Правоздатність іноземних громадян та осіб без громадянства. Застосування цивільних законів іноземних держав і міжнародних договорів.

## Характеристика ЦК УРСР
Як зазначає проф. Є. О. Харитонов, найбільш характерними моментами, що відрізняють цей Кодекс від раніше чинного ЦК УСРР 1922 р., насамперед, були наступні:
1. за своєю структурою ЦК 1963 р. помітно відійшов від пандектної системи. В ньому немає норм, що регулюють сімейні відносини, але передбачені розділи, присвячені авторському і винахідницькому праву;
2. розділ II називається «Право власності», а не «Речове право» як раніше. Це відображає тенденцію до скорочення числа речових прав. Серед видів власності не згадується приватна власність;
3. значно розширений перелік зобов'язань. Зокрема, з'явилися розділи про поставку, контрактацію, позику, підряд на капітальне будівництво, розрахункові і кредитні відносини, довічне утримання, рятування соціалістичного майна та ін.;
4. стався перерозподіл матеріалу всередині розділів і між розділами. Так, норми про довіреність із розділу щодо зобов'язального права були перенесені в розділ «Загальні положення», порука — з договірних зобов'язань була переміщена у розділ 16, присвячений забезпеченню виконання зобов'язань, разом з нормами про заставу, що знаходилися серед речових прав;
5. були оновлені, відредаговані і узгоджені положення низки статей ЦК. Крім того, усі вони, очевидно, за прикладом Німецького цивільного кодексу отримали найменування, які треба враховувати при тлумаченні відповідної норми[3].

Внаслідок неодноразових змін і доповнень багато з положень ЦК УРСР стали істотно відрізнятися від початкової редакції, а в процесі подальшого оновлення законодавства втратили силу.